# Nick Davis (producteur de musique)
Pour les articles homonymes, voir Nick Davis.
Nick Davis est un producteur de musique britannique, connu en particulier pour son travail avec le groupe Genesis.

## Biographie
Nick Davis commence sa carrière aux studios Polygram au début des années 1980.
Il collabore aussi aux projets solo de Phil Collins,  Mike Rutherford et Tony Banks, ainsi que Deep Purple et Marillion.
Il passe trois ans à remixer les anciens albums de Genesis au format 5.1 surround sur Super Audio CD (SACD),.

## Discographie

### Producteur
- Marillion: Seasons End
- Genesis: We Can't Dance
- Genesis: Calling All Stations
- Genesis: Genesis Archive 1967-75
- Genesis: Genesis Archive 2: 1976-1992
- Tony Banks: Still
- Tony Banks: Strictly Inc
- Tony Banks: Seven: A Suite For Orchestra
- XTC: Wasp Star (Apple Venus Volume 2)
- Mike + The Mechanics: Word of Mouth
- Mike + The Mechanics: Beggar on a Beach of Gold
- Mike + The Mechanics: Hits
- Mike + The Mechanics: M6 (1999)
- Marillion: Marillion.com (mix)
- Mike + The Mechanics: Rewired
- Zazie: Larsen (sur l'album Zen)

### Ingénieur du son
- Genesis: The Way We Walk Live
- Genesis: Wembley Live DVD
- Genesis: Video Show DVD
- Genesis: Platinum Collection
- Genesis: Genesis 1976-1982
- Genesis: Genesis 1970–1975 (SACD)
- Genesis: Genesis 1976–1982 (SACD)
- Genesis: Genesis 1983–1998 (SACD)